# 大衛·迪奧普
大衛·迪奧普（法語：David Diop，1966年5月24日—），法國小說家與學者，波城大學特許任教講師，專長領域為18世紀法國與非洲法語文學，並側重研究18世紀對非洲的描述與當時旅行者所拍攝的圖像。他在2021年憑著第二部小說《靈魂兄弟》與其英文版翻譯者安娜·莫紹瓦基斯一起獲得布克國際獎，為該獎首位法國與非裔得主。

## 生涯
迪奧普於1966年5月23日在巴黎出生，父親為塞內加爾裔，母親則是法國人。他在5歲隨家人移居至達喀爾，並在當地渡過童年的大部分時間，直至18歲讀畢中學後才回到法國。迪奧普之後赴巴黎第四大学攻讀詩論與文學史，在碩士畢業後，他以研究18世紀法語文學的論文《狄德羅和達朗貝爾所著百科全書之政治哲學的思想史》（Les Origines intellectuelles de la philosophie politique dans L'Encyclopédie de Diderot et d'Alembert）獲得博士學位。
迪奧普在1998年成為波城大學的文學講師，專攻18世紀法國文學和非洲法語文學。2009年，他被任命為該大學17和18世紀歐洲文學的非洲和非洲人形象研究小組的負責人，更在五年後獲得特許任教資格，現時為波城大學美術、語言和文學系的主任。迪奧普在2012年發行其出道小說《1889年，萬有引力》（1889, l'Attraction universelle），講述參與1889年世界博覽會的11人塞內加爾代表團在巴黎的經歷。2018年，他發表其第一部完整的學術著作《18世紀黑人的修辭學－從遊記至廢奴文學》（Rhétorique nègre au xviiie siècle）。3年後，迪奧普出版其第三部小說《不歸路之門》（La Porte du voyage sans retour），內容改編自植物學家米歇爾·阿當松在塞內加爾的研究經歷和與當地黑人原住民的接觸，而標題則來自戈雷島上的「不歸之門」，許多黑人在這裡出發乘上奴隸船，隨後被販賣到美洲或歐洲國家，從此再也無法回到故鄉。

### 《靈魂兄弟》
迪奧普的第二部小說《靈魂兄弟》於2018年發行，以第一次世界大戰與殖民主義歷史作背景，講述塞內加爾長槍兵阿爾法·恩迪亞耶（Alfa Ndiaye）在戰壕內為法國征戰時收到兒時好友離世的消息後陷入瘋狂，從而對德國敵軍施以極刑。迪奧普表示該小說的靈感來自於其曾祖父在一戰期間的經歷，還說：「他從來沒有對他的妻子或我的母親說過他的經歷。這就是我為何對一戰的所有故事和敘述極感興趣的原因，憑藉這些軼事，人們便能夠與那場獨一無二的戰爭建立緊密的連結」。由於其曾祖父拒絕談論任何關於戰爭的話題，迪奧普閱讀了許多關於長槍兵的公開報導。
《靈魂兄弟》入圍龚古尔文学奖、勒诺多文学奖、美第奇奖以及其餘項法國文學獎，並在2018年獲得龔古爾中學生獎和瑞士阿瑪杜·庫魯馬獎。其英文譯本以《夜晚的血都是黑的》（At Night All Blood Is Black）為題，甫於2020年11月發行後，該小說便獲得2020年洛杉磯時報小說獎，並在接續的2021年奪得布克國際獎的桂冠，迪奧普和其英文版翻譯者安娜·莫紹瓦基斯一起平分5萬歐元獎金，前者也憑此成為布克國際獎的首位法國籍與非裔得主。《靈魂兄弟》在發行後被翻譯成13種語言，其中意大利語譯本獲得斯特雷加歐洲文學獎，荷蘭語譯本則獲得歐洲文學獎。

## 出版書籍

### 小說
- 《1889年，萬有引力》（1889, l'Attraction universelle，1889, the Universal Attraction，2012）
- 《靈魂兄弟》（Frère d'âme，At Night All Blood Is Black，2018）
- 《不歸路之門》（La Porte du voyage sans retour，The Gate of the No Return Journey，2021）

### 學術著作
- 《18世紀黑人的修辭學－從遊記至廢奴文學》（Rhétorique nègre au xviiie siècle，18th Century Negro Rhetoric: From Travelogues to Abolitionist Literature，2018）

## 獲得獎項
- 2018年：龔古爾中學生獎（英语：Prix Goncourt des Lycéens）
- 2018年：阿瑪杜·庫魯馬獎（法语：Prix Ahmadou-Kourouma）
- 2020年：洛杉磯時報小說獎（英语：Los Angeles Times Book Prize）
- 2021年：布克國際獎
- 2021年： 斯特雷加歐洲文學獎（英语：Strega European Prize）
- 2021年：歐洲文學獎（荷兰语：Europese Literatuurprijs）

## 外部連結
- "David Diop Wins International Booker Prize for “At Night All Blood Is Black”, Book on Tirailleurs Senegalais" （页面存档备份，存于）, African Heritage, 28 June 2021.
- "David Diop: his haunting account of a Senegalese soldier that won the Booker prize" （页面存档备份，存于）, The Conversation, 3 June 2021.